# 朱建平 (曹魏)
朱建平（？—220年代），三國沛國（今安徽省）人。精通相術，於街巷之間為人相面。

## 生平
曹操當魏公時，聽聞了朱建平的事蹟，便召他為侍郎。曹丕又封他為五官將。有一次，曹丕宴請三十餘人共坐，曹丕問起自己能活多大歲數，朱建平說：「您的壽命是八十歲，四十歲時會有小災難，希望您多加小心。」曹丕又令他為在座的眾賓一一看相。
朱建平對夏侯威說：「您四十九歲時將能位至州牧，但也會遇上災厄，若能捱得過此厄，你的壽命可活到七十，而且仕途上更能到達公卿宰輔。」又對應璩說：「您的壽命是六十二歲，那時可以官做到常伯（皇帝的近臣），將有災難發生。您去世的前一年，會看見一隻白狗，只有您能看見，別人卻看不見。」又對曹彪說：「您將統領藩邦，五十七歲時有刀兵之災。要妥善預防。」
朱建平與潁川荀攸、鍾繇結交好友。荀攸早死，兒子尚幼。鍾繇幫助打理荀家，欲讓荀攸的妾改嫁。在寫給別人的信上說：「我和公達都曾讓建平相過面。建平說：『雖然荀君比較年輕，但是後事卻要托付給鍾君。』我當時說了句玩笑話：『那時我可要把你的阿騖嫁掉。』想不到他真的早逝了，戲言就要成真了！現在我要讓阿騖改嫁，使她能有個好歸宿。回想建平的妙語，不在唐舉、許負以下。」
226年，曹丕四十歲得了重病。曹丕告訴身邊的人說：「建平所說的八十歲，是把白天算一天、晚上也算一天罷，我的命快盡了。」不久，就駕崩了。
夏侯威在四十九歲時的確出任為兗州刺史，同時，他在那年的十二月上旬果然患了惡疾。夏侯威記起朱建平當年的批言，自以為難逃此厄，所以預先寫下遺囑及安排喪事。到了下旬，情況有所變化，病差不多好了，夏侯威認為自己已經渡過危難，在除夕黃昏，延請郡中官吏至其府中設筵擺酒，說到：「我的病痛已漸漸平穩，當明日雞鳴時，我便五十歲，朱建平說的忌諱，我必定可以渡過了。」但當筵席散去之後，夏侯威身上惡疾竟然再次發作，於當晚逝世。
應璩六十一歲時當了宮內省的侍中。後來有一次他果然獨自看見一隻白狗，別人都看不見。他知道自己來日無多，就抓緊時間吃喝玩樂，比預期的多過了一年，應璩六十三歲時去世。
曹彪封為楚王，五十七歲時與王凌通謀，反抗司馬懿，被賜死。
當年被相面的那些人的結果，都像朱建平說的那樣一一應驗。只有司空王昶、征北將軍程喜、中領軍王肅與實際情況有差別。王肅六十二歲時得了病，醫生都說治不好了，王肅的夫人問他有什麼遺言。王肅說：「建平曾說我會活到七十多歲，官位至三公，現在都還沒達到，有什麼擔憂的呢！」可是王肅竟然死了。
朱建平也擅長相馬。一次，曹丕要外出，一匹馬從外面被牽進來，朱建平在路上碰到了，說：「從這匹馬的相來看，它今天就要死了。」曹丕要去騎馬，這匹馬被衣服的香味所驚擾，咬了曹丕的膝蓋，曹丕大怒，立刻就把馬殺了。
朱建平於黃初年間去世。

## 著作
- 《原君書》

## 延伸阅读
[在维基数据编辑]
 《三國志·卷29》，出自陳壽《三國志》